# Ko Moo-yeol
Đây là một tên người Triều Tiên, họ là Ko.
Ko Moo-yeol (tiếng Hàn: 고무열; sinh ngày 5 tháng 9 năm 1990) là một cầu thủ bóng đá Hàn Quốc thi đấu ở vị trí tiền đạo for Jeonbuk Hyundai Motors ở K-League.

## Thống kê sự nghiệp câu lạc bộ
Tính đến 5 tháng 11 năm 2011
| Thành tích câu lạc bộ | Thành tích câu lạc bộ | Thành tích câu lạc bộ | Giải vô địch | Giải vô địch | Cúp     | Cúp       | Cúp Liên đoàn | Cúp Liên đoàn | Liên lục địa | Liên lục địa | Tổng cộng | Tổng cộng |
| Mùa giải              | Câu lạc bộ            | Giải vô địch          | Số trận      | Bàn thắng    | Số trận | Bàn thắng | Số trận       | Bàn thắng     | Số trận      | Bàn thắng    | Số trận   | Bàn thắng |
| Hàn Quốc              | Hàn Quốc              | Hàn Quốc              | Giải vô địch | Giải vô địch | Cúp KFA | Cúp KFA   | Cúp Liên đoàn | Cúp Liên đoàn | Châu Á       | Châu Á       | Tổng cộng | Tổng cộng |
| --------------------- | --------------------- | --------------------- | ------------ | ------------ | ------- | --------- | ------------- | ------------- | ------------ | ------------ | --------- | --------- |
| 2011                  | Pohang Steelers       | K-League              | 24           | 9            | 4       | 1         | 4             | 1             | -            | -            | 32        | 11        |
| 2012                  | Pohang Steelers       | K-League              | 39           | 6            | 4       | 1         | -             | -             | 4            | 0            | 47        | 7         |
| Tổng cộng sự nghiệp   | Tổng cộng sự nghiệp   | Tổng cộng sự nghiệp   | 63           | 15           | 8       | 2         | 4             | 1             | 4            | 0            | 79        | 18        |

## Danh hiệu

### Câu lạc bộ
Pohang Steelers
- K League Classic (1): 2013
- Cúp Quốc gia Hàn Quốc (2): 2012, 2013

Jeonbuk Hyundai Motors
- K League Classic (1): 2017
- Giải vô địch bóng đá các câu lạc bộ châu Á (1): 2016